# OpenBTS
OpenBTS — Open Base Transceiver Station (рус. свободно распространяемая опорная точка приёма-передачи) — программная точка доступа стандарта GSM, позволяющая совершать звонки с мобильных телефонов без использования сетей существующих поставщиков телекоммуникационных услуг (сотовых операторов). OpenBTS примечателен тем, что является первым свободным программным обеспечением, позволяющим осуществлять работу с промышленным стандартом стека протоколов GSM. Точка доступа написана на C++ и выпущена на основе положений третьей версии лицензии «GNU Affero General Public License».

## Инфраструктура Свободного GSM
OpenBTS позволяет обходить коммутационную сеть GSM оператора, основанную на опорных ретрансляторах. Вместо передачи трафика вызова, подключения и соединения через коммутатор оператора, «по воздуху» трафик пересылается только до ближайшей точки OpenBTS, подключённой к сети Интернет. Далее соединение идёт путём пакетной коммутации через программный коммутатор Asterisk PBX по протоколам SIP и Voice-Over-IP (VoIP).
Каналы радиоинтерфейса используют программно-определяемую радиосистему (SDR), функционирующую на универсальном оборудовании периферии для программных радиосистем (англ. Universal Software Radio Peripheral™), соединяющуюся с компьютером через USB.

## История
Проект был запущен Харвиндом Самра (англ. Harvind Samra) и Давидом А. Бургессом (англ. David A. Burgess). Целью проекта является снижение стоимости GSM услуг в сельских районах и развивающихся странах до уровня ниже 1 доллара в месяц на одного абонента. Базовые разработчики, работающие над проектом
имеют доступ к спектру лицензионного теста протокола, но, во время ранней работы над связанными проектами, сталкивались с ныне решёнными вопросами правовых претензий. Фактически, это означает, что часть кода низкоуровневой работы (взаимодействия) с GSM была переписана «с нуля».

## Платформы
Большое количество экспериментальных установок (предположительно работающих без лицензий) доказали, что OpenBTS работает на платформах с крайне низкими накладными расходами, включая даже некоторые CDMA телефоны (создавая GSM шлюз к сети CDMA). Как сообщил Крис Пэджет (англ. Chris Paget), устройство ARMEL (оно же — Droid) может «выступать в качестве опорной точки доступа с которой могут устанавливать соединение телефонные аппараты; затем Droid коммутирует вызовы, используя установленный „на борту“ сервер Asterisk, и пересылает их на ТфОП по протоколу SIP через [пример для США и Европы] 3G сети [оператора] Verizon». Также, на мероприятии, посвящённом вопросам DEFCON, Пэджетом была продемонстрирована лёгкость перехвата вызовов, осуществляемых по протоколу GSM с использованием OpenBTS. Пэджет утверждает, что на архитектуре с большими временными затратами на обслуживание забота об этом «должна быть также проста как скинуть два файла на карточку памяти SD и затем запустить один из них в качестве ведущего».

## Полевые испытания
Реальные испытания OpenBTS проводились в США, в штатах Невада и Северная Калифорния. Для обработки сигналов Kestrel были использованы лицензированные радиотехнологии, предоставленные на короткий период времени при непосредственной консультации фирмы-разработчика.

### Burning Man
Во время фестиваля Burning Man в августе 2008 года, недельные испытания проходили по лицензии специальной временной авторизации (STA) WD9XKN. Хотя эта проверка не предназначалась для открытых испытаний обслуживания посетителей Burning Man, после того как неправильно настроенный поначалу Asterisk PBX наконец позволил совершать вызовы с использованием международных телефонных кодов, несколько граждан в этом районе успешно через него позвонили.
Во время проверки на фестивале Burning Man было успешно установлено 120 соединений исходящих вызовов на 95 номеров в зоне кодов «Северная Америка».
Второе, более масштабное, испытание проводилось в 2009 году с использованием разделения системы на три сектора по лицензии STA WD9XSP. Третье — проходило с использованием разделения системы на два сектора и задействованием 3-х передатчиков.

### Ниуэ
В течение 2010 года система OpenBTS была постоянно установлена на острове Ниуэ и стала первой установкой подключённой и проверенной вместе с телекоммуникационной компанией. Ниуэ является очень малым государством с населением около 1700 человек. Это слишком мало, чтобы привлечь операторов сотовой связи. Себестоимость и структура OpenBTS явились для Ниуэ оптимальными, так как на острове было срочно необходимо развернуть обслуживание мобильных телефонов, но объем потенциальных клиентов был недостаточен, чтобы оправдать покупку и поддержку системы обычных ретрансляционных базовых станций стандарта GSM.

### Связанные проекты
- OpenBSC
- AirProbe